# オーストラリアチョウショウバト
オーストラリアチョウショウバト（オーストラリア長嘯鳩、Geopelia placida）は、オーストラリアやニューギニア島に自然分布するハト目ハト科の鳥類の1種。東南アジアのチョウショウバト (Geopelia striata) およびインドネシアのスンダチョウショウバト (Geopelia maugei) の近縁種である。最近まで3種は単一種として分類され、英名では Peaceful Dove または Zebra Dove の名で知られるチョウショウバト Geopelia striata とされていた。

## 分布
本種は、タスマニア州、ビクトリア州南部、オーストラリア南西部（ピルバラ、西オーストラリア州からナラボー平原、南オーストラリア州にかけて）を除き、オーストラリア各地で見られる。しかしながら、本種の生息範囲は移入されたカノコバトとの競合のために縮小している。ニューギニア島において本種は主に島の南部に見られるが、また北部のいくつかの場所やアルー諸島にも生息する。

## 形態

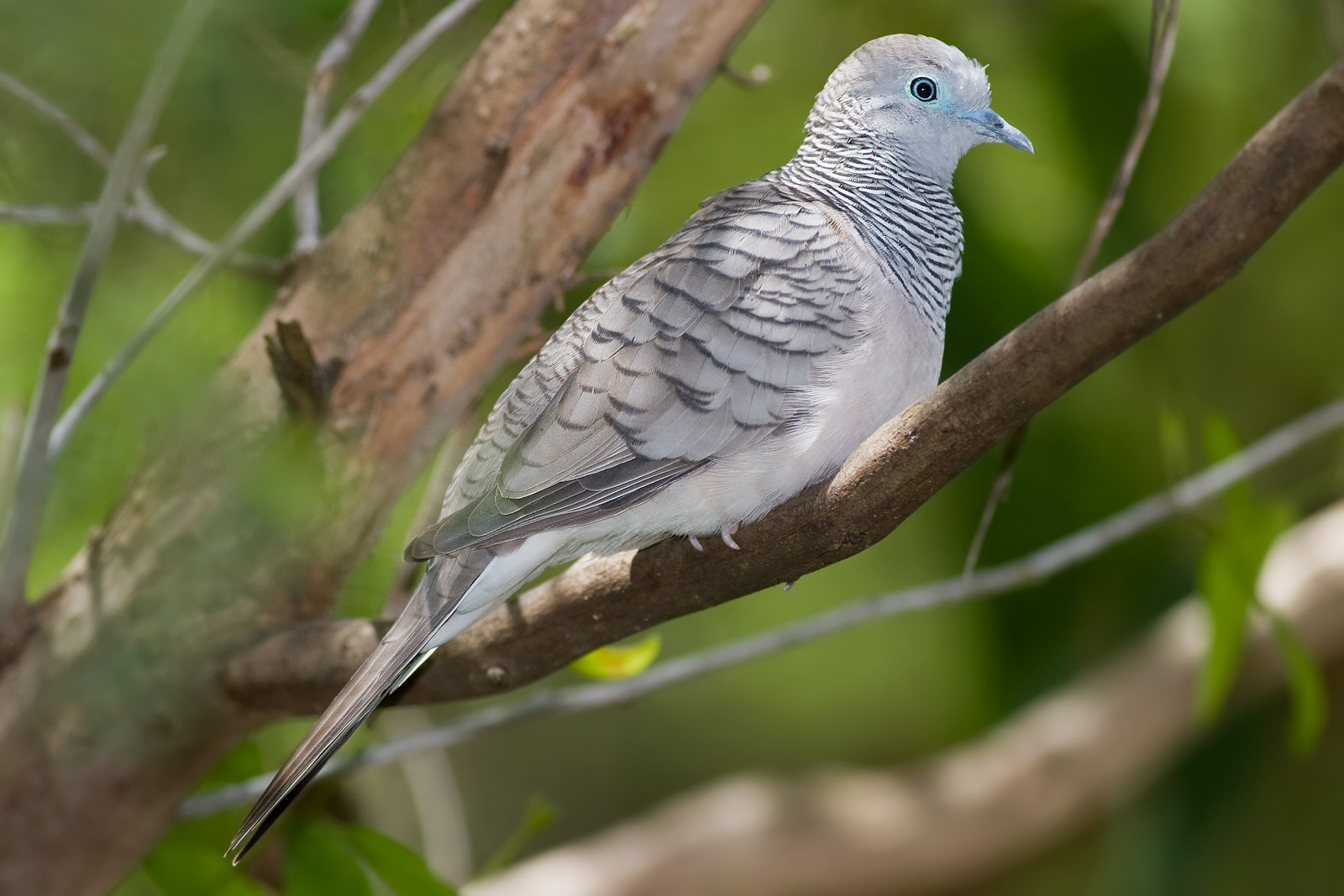
オーストラリア、ビクトリア州

本種は相対的に小さなハトで、全長19-21センチメートルである。オーストラリアチョウショウバトは桃灰色の胸と縞模様のある灰褐色の翼をもつ。黒色の細い縞が頸および後頸部の周りにあり、背につながる。目は、灰色を帯びた白色や青灰色のリングに囲まれており、くちばしとろう膜 (cere) の合わさる部分へと細く伸びている。幼鳥はより淡色で縞が少ない。またアイリングは鈍色である。
後頸は、後頸の羽衣が横縞であるという点でベニカノコバトに似るが、ベニカノコバトはオーストラリアチョウショウバトのような縞状の喉の羽毛を持たない点で異なる。さらに、後頸の羽衣はベニカノコバトの鮮やかな銅色に比べて色彩は灰褐色である。

## 生態

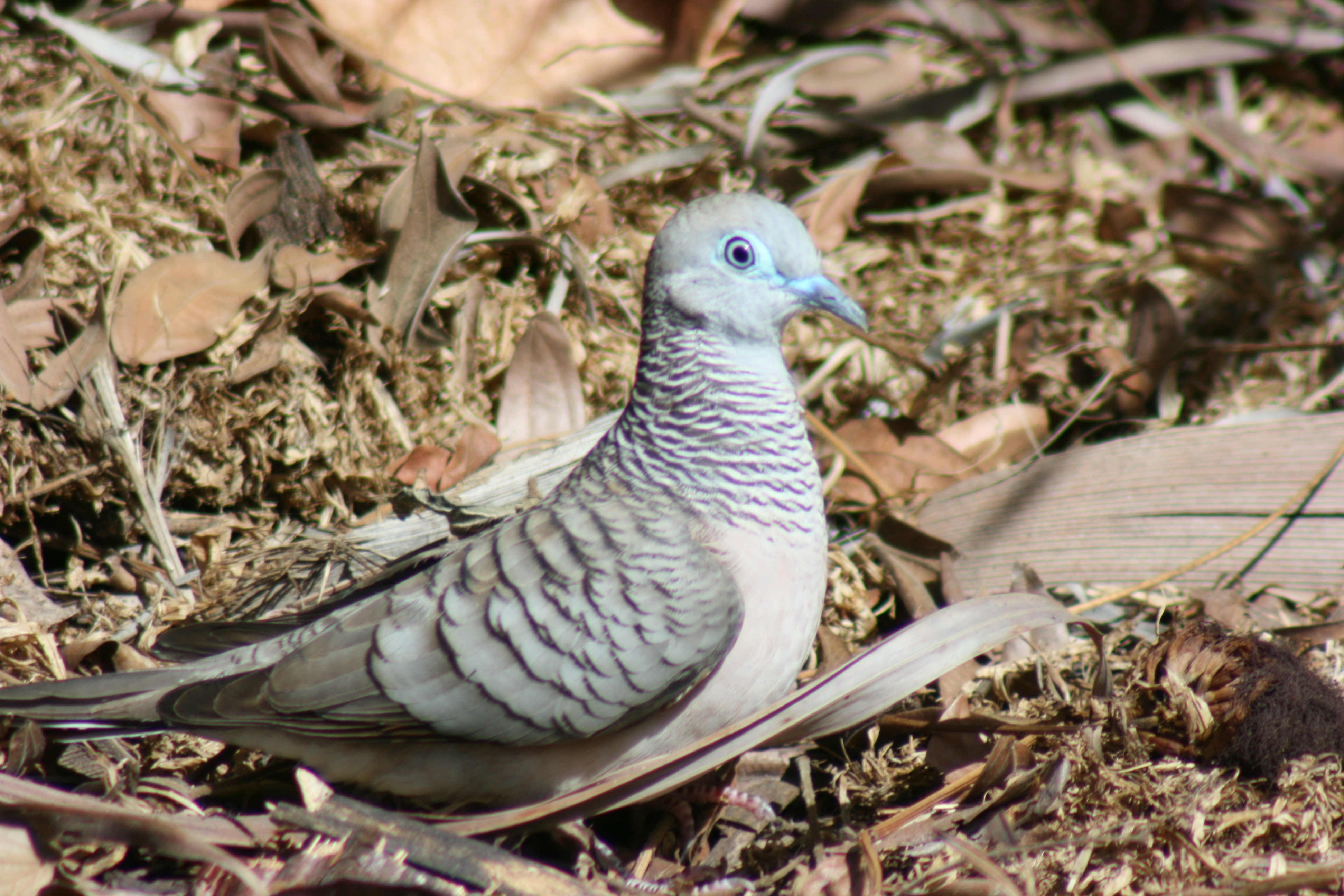
オーストラリア、ケアンズ

鳴き声は、高い調子で "doodle-doo" や "co-co-coo"、"croorrr! "。
オーストラリアチョウショウバトは、つがいや群れ、集団で生息する。地面で採餌し、街路や庭で一般的に見られる。また、低木地、疎林、水路、車両基地、多雨林の端にも生息する。地面で採食していないときは、木にとまっているのが見られる。
素速く、波状の翼動で飛翔する。飛翔時には、翼が "frrr" という音を立てる。

### 営巣
繁殖は、オーストラリア南部では10月から1月にかけて、オーストラリア北部では3月から6月にみられる。巣は、木の横枝の分枝に作られる。2個の白い卵を産む。繁殖期においては他の鳥に対して非常に攻撃的になる。